# Academia Diplomática del Perú Javier Pérez de Cuéllar
La Academia Diplomática del Perú Javier Pérez de Cuellar (ADP) es el centro de formación profesional e investigación del Ministerio de Relaciones Exteriores del Perú, con sede en la ciudad de Lima. Se encarga de la formación de los aspirantes y miembros del Servicio Diplomático del Perú, siendo la única vía de acceso a la carrera diplomática en el país, así como de la capacitación y especialización de sus funcionarios.

## Historia
La Academia Diplomática fue fundada el 18 de agosto de 1955, mediante Decreto Supremo N° 326, siendo su primer director el embajador Alberto Ulloa Sotomayor. La ceremonia de inauguración se llevó a cabo en el auditorio de la Biblioteca Nacional, el 4 de noviembre del mismo año.
En 2004, el embajador Igor Velázquez Rodríguez (1933-2005) comunicó al Ministerio de Relaciones Exteriores su intención de donar un inmueble, el cual se convertiría en la sede permanente de la Academia Diplomática.
La denominación actual de la Academia Diplomática se estableció el 20 de abril del 2011 con Resolución Suprema N° 136-2011-RE, la cual incorporó el nombre del reconocido diplomático Javier Pérez de Cuéllar. Previamente, la denominación de la institución incluía el nombre del embajador Igor Velázquez Rodríguez, la cual fue instituida con Resolución Suprema N° 297-2005 el 24 de noviembre de 2005.

## Funciones
De acuerdo con su reglamento, la Academia Diplomática tiene las siguientes funciones:
- Seleccionar a los postulantes al Programa de Formación Profesional de la Academia Diplomática.
- Formar profesionalmente a los aspirantes al Servicio Diplomático en materia política, jurídica, económica, consular, cultural y de gestión pública.
- Especializar, perfeccionar y actualizar a los miembros del Servicio Diplomático.
- Promover la investigación académica y publicación de trabajos entre los miembros del Servicio Diplomático y los aspirantes a este.
- Promover el desarrollo de cooperación en aspecto académicos y de investigación con centros de formación similares, ya sean nacionales o extranjeras.
- Realizar actividades académicas de interés para la política exterior del Perú.

La culminación del Programa de Formación Profesional en la Academia Diplomática conducen al Título de Diplomático de Carrera y el Grado Académico de Maestro en Diplomacia y Relaciones Internacionales. Hasta el año 1995, estos llevaban a la obtención del Título de Diplomático de Carrera y de Licenciado en Relaciones Internacionales. Una vez obtenido el Título de Diplomático de Carrera, los alumnos son incorporados de oficio al Servicio Diplomático e inscritos en su Escalafón en la categoría de Tercer Secretario(a).

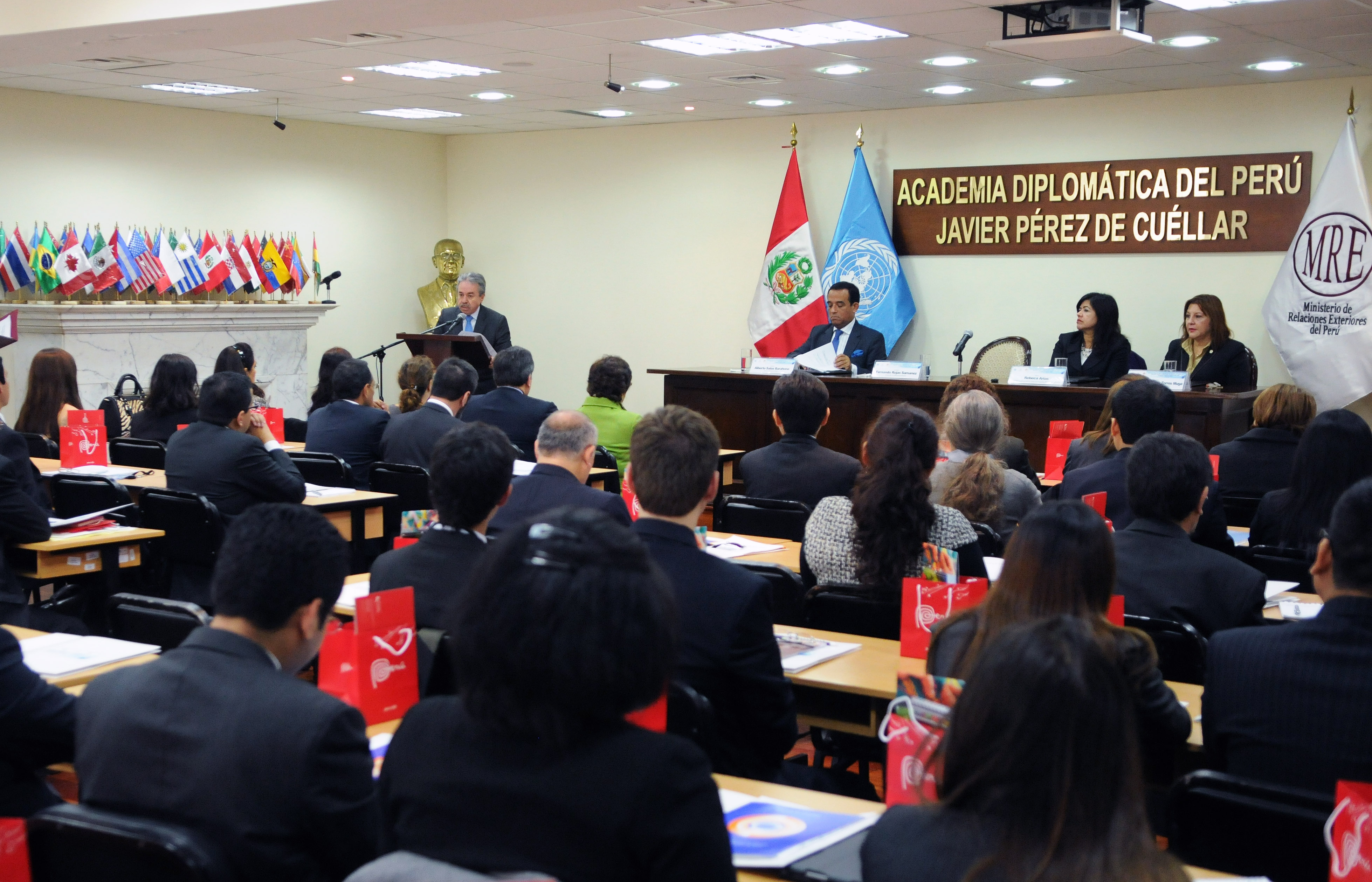
Seminario en las instalaciones de la Academia Diplomática

La Academia Diplomática también cuenta con Programas de Formación Continua los cuales consisten en:
- Cursos Superiores: dirigidos al desarrollo y actualización de capacidades académicas.
- Cursos de Altos Estudios: dirigidos a profundizar conocimientos teóricos y capacidades en liderazgo y gestión pública.
- Diplomados y otros cursos o seminarios: disponibles también para el personal administrativo.

## Publicaciones

### RevistaPolítica Internacional
Política Internacional es la revista de la Academia Diplomática, publicada semestralmente en la que se divulgan trabajos académicos sobre diplomacia, relaciones internacionales y la política exterior de Perú. Fue publicada por primera vez en 1971, y es de acceso público y distribución gratuita bajo la licencia Creative Commons CC BY 4.0. Desde 2024, la revista se encuentra indexada e incluida en el Catálogo 2.0 del repositorio Latindex.

#### Ediciones Especiales
| Edición         | Título | Año  | Commemoración                                                               |
| --------------- | --- | ---- | --------------------------------------------------------------------------- |
| N° 135          | El regreso de la política de poder a nivel global: competencia entre potencias y su reflejo en diferentes escenarios           | 2024 | 150° aniversario de las relaciones diplomáticas Perú - República Dominicana |
| N° 134          | Inteligencia artificial (IA) y las relaciones internacionales: desafíos, oportunidades y la conducción de la política exterior | 2023 | 150° aniversario de las relaciones diplomáticas Perú - Japón                |
| N° 133          | El creciente rol de los actores no estatales en las relaciones internacionales                                                 | 2023 | 60° aniversario de las relaciones diplomáticas Perú - Corea                 |
| N° 101 - N° 102 | (sín título) | 2011 | 40° aniversario de la Revista de la Academia Diplomática del Perú           |
| N° 81           | (sín título) | 2005 | 50° aniversario de la Academia Diplomática del Perú                         |

## Directores
| Director                          | Inicio | Fin        |
| --------------------------------- | ------ | ---------- |
| Alberto Ulloa Sotomayor           | 1955   | 1957       |
| Víctor Proaño Correa              | 1957   | 1959       |
| Enrique Gonzales Dittoni          | 1959   | 1961       |
| José Pareja Paz Soldán            | 1961   | 1965       |
| Pedro Ugarteche Tizón             | 1965   | 1969       |
| Guillermo Lohmann Villena         | 1969   | 1971       |
| Jorge Guillermo Llosa Pautrat     | 1971   | 1973       |
| Juan Miguel Bákula Patiño         | 1973   | 1975       |
| Eduardo Valdez Pérez del Castillo | 1975   | 1976       |
| José Alvarado Sánchez             | 1976   | 1977       |
| René Hooper López                 | 1977   | 1979       |
| Félix Álvarez Brun                | 1980   | 1981       |
| Alejando San Marín Caro           | 1982   | 1984       |
| Carlos Vásquez Ayllón             | 1984   | 1985       |
| Hugo Palma Valderrama             | 1985   | 1985       |
| José Guzmán Herrera               | 1986   | 1987       |
| Hugo de Zela Hurtado              | 1987   | 1989       |
| Juan José Calle y Calle           | 1989   | 1991       |
| José Carlos Mariategui Arellano   | 1991   | 1992       |
| Julio Estuardo Marrou Loayza      | 1993   | 2001       |
| Hubert Wieland Alzamora           | 2001   | 2002       |
| Óscar Maúrtua de Romaña           | 2002   | 2003       |
| Luis Felipe Gálvez Villaroel      | 2003   | 2004       |
| José de la Puente Radbill         | 2004   | 2006       |
| Eduardo Llosa Larrabure           | 2006   | 2007       |
| Jorge Lázaro Geldres              | 2007   | 2008       |
| Juan José Meier Espinosa          | 2008   | 2010       |
| José Eduardo Ponce Vivanco        | 2010   | 2011       |
| Harry Belevan-McBride             | 2011   | 2012       |
| Liliana de Olarte de Torres-Muga  | 2012   | 2015       |
| Allan Wagner Tizón                | 2015   | 2021       |
| Gustavo Meza-Cuadra Velásquez     | 2021   | 2023       |
| Gonzalo Gutiérrez Reinel          | 2023   | 2023       |
| Julio Hernán Garro Gálvez         | 2023   | 2025       |
| Silvia Elena Alfaro Espinosa      | 2025   | Actualidad |

## Admisión
Como parte de sus funciones, la Academia Diplomática realiza un concurso público de admisión cada año para la formación de futuros diplomáticos a través del Programa de Formación Profesional.

### Requisitos
El Ministerio de Relaciones Exteriores ha establecido los siguientes requisitos para poder participar en el proceso de admisión:
- Tener nacionalidad peruana por nacimiento;
- Poseer dominio del idioma castellano;
- No ser mayor de 30 años de edad al 31 de marzo del año de postulación;
- Tener grado académico de bachiller y/o título profesional universitario reconocido por SUNEDU;
- No haber desaprobado más de una vez en otros concursos de admisión de la ADP;[nota 1]
- No haber sido expulsado de ningún centro de estudios superiores o institutos armados;
- No registrar antecedentes penales ni policiales;

### Ingreso
La admisión a la ADP se logra a través de siete pruebas divididas en dos etapas:
- Primera etapa: Examen de conocimientos (sobre actualidad internacional, diplomacia y relaciones internacionales, derecho, economía y comercio internacional, geografía, ciencia política e historia) y examen escrito de concepto;
- Segunda etapa: Examen de inglés, examen médico, examen psicotécnico, examen psicológico y examen oral de concepto.

Las pruebas del proceso de admisión son de carácter eliminatorio y el ingreso se alcanza por orden de mérito dentro de las vacantes establecidas para el concurso vigente. La incorporación de estudiantes se concreta con una Resolución Ministerial y pasan a cursar estudios por cuatro semestres en el Programa de Formación Profesional.

## Egresados Destacados
- Allan Wagner Tizón: Exministro de Relaciones Exteriores y exembajador del Perú en los Países Bajos (2008-2014) y en Estados Unidos (2001-2002).
- Gonzalo Gutiérrez Reinel: Exministro de Relaciones Exteriores y Secretario General de la Comunidad Andina.
- Gustavo Meza-Cuadra Velásquez: Exministro de Relaciones Exteriores y exembajador del Perú en Estados Unidos (2023).
- Harry Belevan-McBride: Exembajador del Perú en Francia (2007-2010), en Austria (2004-2006) y en Portugal (1989-1993).
- José Antonio Garcia Belaúnde: Exministro de Relaciones Exteriores y exembajador del Perú en España (2016-2019).
- Manuel Rodríguez Cuadros: Exministro de Relaciones Exteriores y exembajador del Perú ante la UNESCO (2012-2018).
- Óscar Maúrtua de Romaña: Exministro de Relaciones Exteriores y exembajador del Perú en España (2022-2023), en Ecuador (1999-2002), Tailandia (1995-1999), Bolivia (1988-1993) y Canadá (1985-1988).

## Convenios
La Academia Diplomática del Perú tiene convenios con distintas instituciones, entre universidades, instituciones internacionales y otras academias diplomáticas, entre las cuales se encuentran:
- Academia Diplomática de Azerbaiyán
- Academia Diplomática de Bolivia
- Academia Diplomática de Chile
- Academia Diplomática de Colombia
- Academia Diplomática de Croacia
- Academia Diplomática de Ecuador
- Academia Diplomática de Honduras
- Academia Diplomática de Hungría
- Academia Diplomática de Montenegro
- Academia Diplomática de la República Checa
- Academia Diplomática de Ucrania
- Academia Diplomática y Consular del Paraguay
- Academia Marroquí de Estudios Diplomáticos
- Asociación Latinoamericana de Integración (ALADI)
- Centro de Estudios Internacionales de Tailandia
- Centro de Formación Diplomática de Georgia
- Escuela Diplomática de España
- Escuela Diplomática y Consular de República Dominicana
- Escuela Nacional de Administración
- Fundación EU-LAC
- Instituto Artigas del Servicio Exterior de Uruguay
- Instituto de Asuntos Internacionales y de Seguridad Nacional de Corea del Sur
- Instituto de Capacitación del Servicio Exterior de Japón
- Instituto de Estudios Políticos de París
- Instituto del Servicio Exterior de Costa Rica
- Instituto del Servicio Exterior de la Nación
- Instituto Diplomático de Egipto
- Instituto Diplomático de Jordania
- Instituto Diplomático y de Relaciones Exteriores de Argelia
- Instituto Matías Romero
- Instituto Rio Branco
- UNESCO
- Pontificia Universidad Católica del Perú
- Universidad de Valencia